# Македонци у Аустрији
Македонци у Аустрији (мкд. Македонци во Австрија) односи се на етничку македонску мањину која живи у Аустрији. Хиљаде Македонаца емигрирало је у Аустрију током година бивше Југославије. Многи су били радници на одређено време. Након распада Југославије многи су се вратили у Северну Македонију, али је велики део мањине остао. Последњих година се повећала миграција у Аустрију. До 2001. године у Аустрији је било 13.696 македонских држављана, међутим македонска влада процењује да их је тамо око 15.000. Портпарол заједнице је међутим проценио да је бројка преко 25.000 људи, тврдећи да су многи Македонци из других делова бивше Југославије такође били присутни у Аустрији.